# Ribarevine
Ribarevine (cyr. Рибаревине) – wieś w Czarnogórze, w gminie Bijelo Polje. W 2011 roku liczyła 383 mieszkańców.